# Stamira

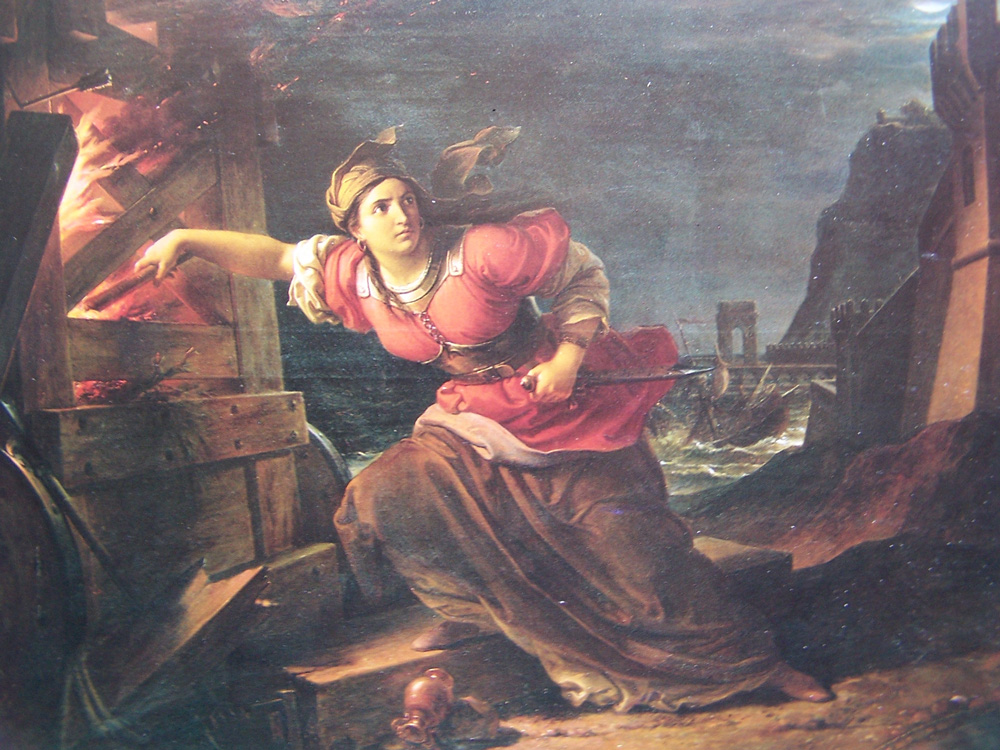
Francesco Podesti: Stamira zündet die Belagerungsmaschinen an, 1877, Öl auf Leinwand, Bertinoro, Rathaus

Stamira (insbesondere im 19. Jh. auch Stamura) ist eine Figur der mittelalterlichen Historiografie, die sich während einer Belagerung der Stadt Ancona 1173 ins Schlachtgetümmel gestürzt und die Belagerungsmaschinen der Gegner angezündet haben soll. Stamira wurde in den 1840er Jahren in Italien außerordentlich populär und zu einem politischen Mythos der Risorgimento-Bewegung.

## Mittelalterlicher Bericht
Die Stamiraerzählung fällt in eine Zeit, als die Republik Ancona noch unter der Schirmherrschaft des Byzantinischen Reichs stand, wiederholt Herrschaftsansprüchen des Heiligen Römischen Reichs und des Kirchenstaats ausgesetzt war und als Seemacht in Konkurrenz zur Republik Venedig um die Vorherrschaft in der Adria stand. Bereits 1137 und 1167 war Ancona erfolglos von Truppen des Heiligen Römischen Reichs belagert worden. 1173 blockierte die venezianische Flotte den Hafen und Christian I. von Buch, Erzbischof von Mainz und Erzkanzler des Heiligen Römischen Reichs, umgab die Stadt zu Lande mit einem gewaltigen Heer.
Um 1200 schilderte Boncompagno da Signa die Ereignisse in seinem Liber de obsidione Ancone („Buch von der Belagerung von Ancona“) ausführlich und flocht mancherlei Heldengeschichten mit ein, darunter auch jene von Stamira. Als die Belagerten bereits hinlänglich von Hunger geschwächt gewesen seien, habe sie Christian I. zur offenen Schlacht gereizt. Ein Teil habe daraufhin die Venezianer am Meer angegriffen, der andere vor den Stadttoren gefochten:

“Ipsi qui remanserant exercitum cancellarii usque ad machines repulerunt, unde tunc quidam vegeticulum resina et pice plenum ante struem lignorum proiecit, set nullus audebat apponere ignem, quia locus in medio bellantium consistebat. Eadem autem hora venit quedam femina vidua, nomine Stamira, et apprehendens ambabus manibus mannariam divisit propere ipsum vegeticulum, currensque postea faculam accendit et eam tamdiu, videntibus universis, tenuit inter hedificiorum ligna, donec focus vires potuit proprias exercere, sicque combuste sunt machine ac pedrerie per audaciam viraginis, quam prelii crudelitas et pugnantium furor terrere minime potuerunt. Fuerunt enim ibi ex utraque parte mortui plurimi et vulnerati; set obsessores dampnum et dedecus reportarunt.”

„Jene, die zurückgeblieben waren, schlugen das Heer des Kanzlers [i. e. Christian I. von Buch] bis zu den Belagerungsmaschinen zurück. Von da warf jemand ein Fässlein voller Harz und Pech vor einen Holzstapel, aber keiner wagte es, Feuer anzulegen, weil der Ort sich inmitten der Kämpfer befand. In diesem Moment aber kam eine verwitwete Frau mit Namen Stamira herbei und schlug, mit beiden Händen eine Axt ergreifend, das Fässlein rasch entzwei. Darauf zündete sie eilend eine Fackel an und hielt sie vor aller Augen so lange unter die Hölzer der Bauten, bis das Feuer bleibende Kräfte entfalten konnte. So wurden die Belagerungsmaschinen und Katapulte durch die Kühnheit der Heldin völlig verbrannt, welche die Grausamkeit der Schlacht und die Wut der Kämpfenden überhaupt nicht in Schrecken versetzen konnten. Freilich gab es hier auf beiden Seiten sehr viele Tote und Verletzte, aber die Belagerer trugen Schaden und Schmach davon.“

Angaben zu Stamiras Stand und Alter oder auch die Behauptung, dass sie bei der Aktion ihr Leben geopfert habe, sind neuzeitliche Erfindungen. Laut Boncompagno war ihre Tat auch nicht kriegsentscheidend. Die Belagerung dauerte noch monatelang an. Später entsandten Guglielmo Adelardi, ein Edelmann aus Ferrara, und Aldruda Frangipane, Gräfin von Bertinoro, Entsatzheere, die aber gar nichts mehr ausrichten mussten, weil sich Christian I. freiwillig zurückzog. Vielleicht hatte ihm die Stadt Ancona einen hohen Betrag bezahlt.

## Name
In den überlieferten Handschriften von Boncompagnos Liber de obsidione Ancone wird die Heldin „Stamira“ geschrieben. Im 18. Jahrhundert gräzisierte Lodovico Antonio Muratori in seiner Edition den Namen zu „Stamura“, d. h. er interpretierte das „i“ als altgriechisches Ypsilon. Diese Form dominierte fortan bis ins 20. Jahrhundert. Der Dialektdichter Palermo Giangiacomi (1877–1939) wies 1932 in den Anmerkungen zu seiner Verserzählung L’Assediu d’Ancona ausführlich nach, dass die Form falsch sei, und berief sich dabei unter anderem auf den Historiker Alberto Guglielmotti, der 1886 dazu gesagt hatte: „Die Liebhaber der heimischen Harmonie werden ohne Furcht stets Stamira sagen, wie Palmira, Cesira etc.“ Im 12. Jahrhundert habe man außerdem kein klassisches Griechisch mehr gesprochen und „Stamira“ sei als Vorname auch in der Neuzeit noch gebräuchlich.

## Historizität
Die Stamira-Episode findet sich außer bei Boncompagno in keiner anderen mittelalterlichen Quelle. Weitere zeitgenössische Historiker, die über die Belagerung berichteten (Bernardo Maragone, Romuald von Salerno und Johannes Kinnamos), erwähnten sie mit keinem Wort. Selbst Muratori, der die erste moderne Ausgabe Boncompagnos besorgte und die Geschichte folglich kannte, erwähnte Stamira noch im 18. Jahrhundert – im siebten Band seiner Annali d’Italia, wo er auch auf die Belagerung Anconas eingeht – nicht.
Boncompagno hielt sich nachweislich 1198 und 1201, ein Vierteljahrhundert nach den Ereignissen, in Ancona auf und betonte, mit Augenzeugen gesprochen zu haben. Deswegen erklärte Giulio C. Zimolo Stamira 1937, zur Zeit des Faschismus, zur historisch realen Figur.

### Literatur

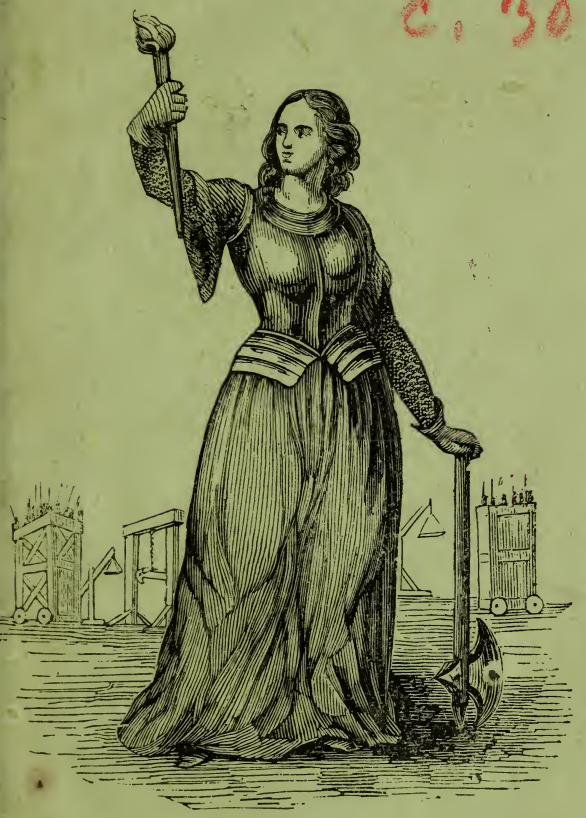
Stamira in einer Illustration von Goveans Schrift Stamura d’Ancona, 1848

## Rezeption

### Bildende Kunst

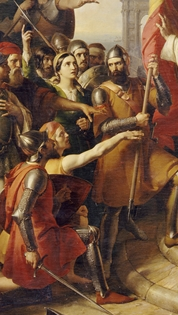
Stamira auf Podestis Gemälde Schwur der Anconetaner (Ausschnitt), 1847

Stamira war wiederholt Gegenstand von Werken der bildenden Kunst:
- 1844 beauftragte die Stadt Ancona Francesco Podesti, ein Monumentalgemälde für den Ratssaal zu gestalten. Als Motiv wählte Podesti den Moment, in dem die Bevölkerung während der Belagerung ein Kapitulationsangebot ausschlägt und feierlich schwört, sich niemals zu ergeben. Stamira steht als einzige bewaffnete Frau in einer trotzigen Kriegerschar. Mit ihrer Linken umklammert sie einen Dolch, mit der Rechten weist sie in den Himmel. Das Werk wurde 1847 vollendet und ist heute in der nach dem Künstler benannten Städtischen Pinakothek (Pinacoteca civica Francesco Podesti) von Ancona ausgestellt.
- 1877 fertigte Podesti das Ölgemälde Stamira zündet die Belagerungsmaschinen an (siehe oben), das Ancona der Gemeinde Bertinoro zum Andenken an die während der Belagerung geleistete Hilfe schenkte. Es hängt heute im dortigen Rathaus.
- 1904 gestaltete die Werkstatt von Ettore Ferrari ein Stamira-Relief. Es war zunächst im Hof der Präfektur Ancona zu sehen und ist heute in der Grundschule „Leonardo da Vinci“ untergebracht.

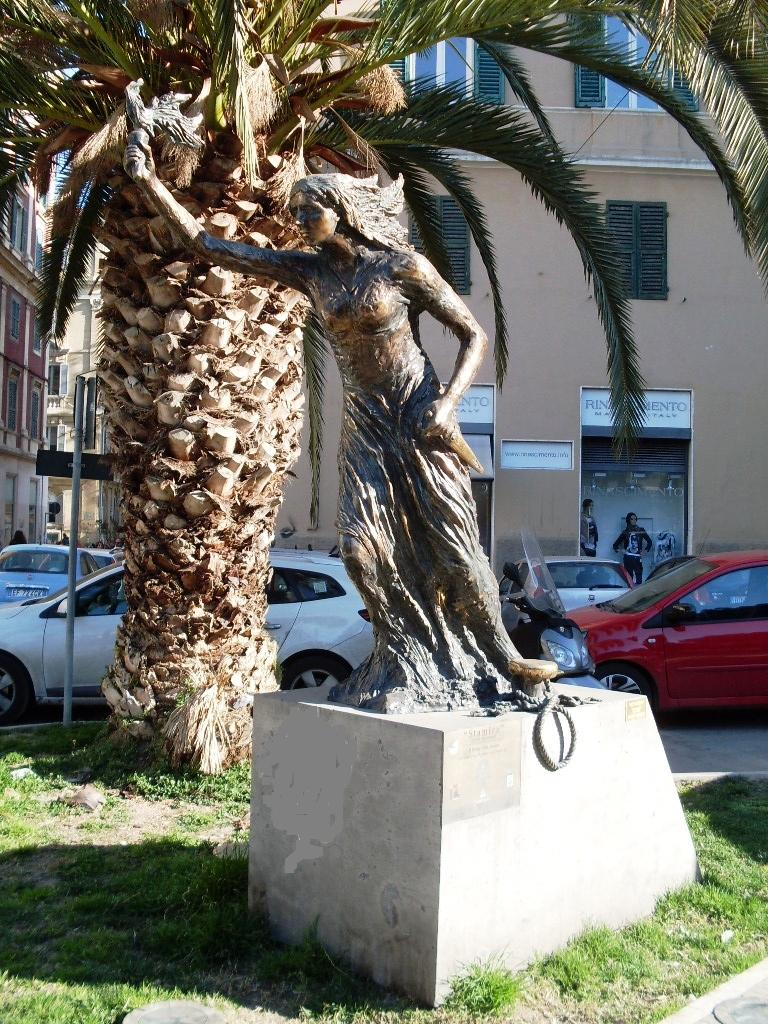
Das Stamira-Denkmal in Ancona von 2005

- 2005 wurde auf der Piazza Stamira in Ancona ein Denkmal zu ihren Ehren eingeweiht. Die Bronzestatue ist ein Werk von Guido Armeni.[9]

### Weiteres
- In Ancona sind ein Platz und eine Straße nach Stamira benannt (Piazza Stamira und Corso Stamira).
- 1907 wurde in Ancona der Sportverein Stamura gegründet, der noch heute als S.E.F. Stamura besteht. Er war 1927/28 für ein Jahr mit der US Ancona 1905 fusioniert.[10]

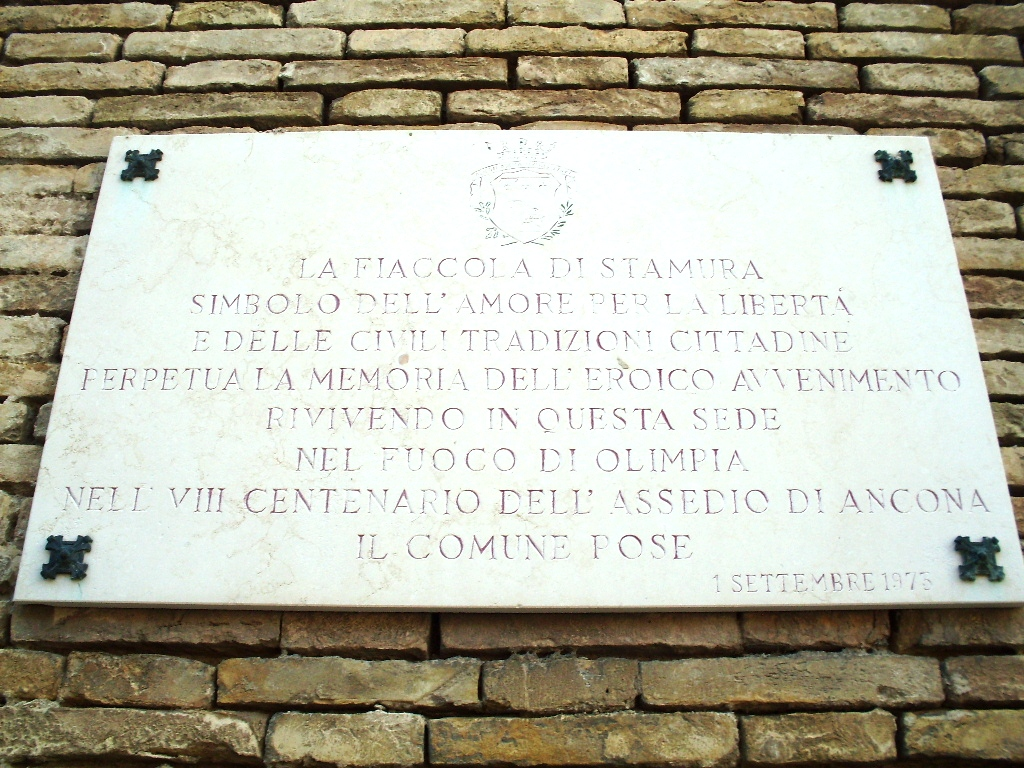
Gedenktafel für „Stamura“ beim Lazzaretto

- Am 1. September 1973 wurde am Eingang zum Lazzaretto di Ancona, in dem sich der Sitz dieses Vereins befindet, eine Gedenktafel für „Stamura“ angebracht.